# Thetford (Vermont)
Thetford – miasto w Stanach Zjednoczonych, w stanie Vermont, w hrabstwie Orange.